# 奇日夫卡 (兹维亚海尔区)
50°40′5″N 27°37′22″E / 50.66806°N 27.62278°E
奇日夫卡（烏克蘭語：Чижівка），是烏克蘭北部日托米爾州茲維亞赫爾區奇日夫卡市镇内的村落及其行政中心。始建於1863年，面積4.63平方公里，海拔高度190米，2001年人口1,565，人口密度每平方公里338.09人。